# National Geographic Society
National Geographic Society (forkortelse: NGS, dansk: National Geografisk Selskab, eller: Det National Geografiske Selskab) er en amerikansk såkaldt nonprofit organisation, stiftet i 1888. I dag er foreningen en af verdens største almennyttige videnskabelige og uddannende organisationer, der har bidraget økonomisk til flere end 11.000 forsknings-, bevarelses- og efterforskningsprojekter verden over.
National Geographic Societys formål – eller mission, som det til tider benævnes i dag – er at inspirere folk til at interessere sig for vor planet, Jorden. Igennem hele sin historie, har selskabet tilskyndet til bevaring af naturressourcer og vakt offentlig bevidsthed om vigtigheden af naturområder, de planter og det dyreliv, der findes der, og de miljømæssige problemer, der truer. Foreningen opfordrer også til forvaltning af vor klode gennem forskning og udforskning, samt gennem uddannelse.
Selskabet udgiver tidsskriftet National Geographic Magazine (dansk udgave: National Geographic), står bag en række bogudgivelser og andre publikationer, landkort, film, radio, video, og de senere adskillige år tillige tv-stationer under navnet National Geographic Channel. Samlet når selskabets publikationer ud til omkring 600 millioner mennesker hver måned. Foreningens vedvarende engagement med integritet, nøjagtighed og ekspertise har placeret National Geographic som et ledende varemærke (benchmark brand) indenfor forlagsvirksomhed, fotografi, kartografi, fjernsyn, forskning og uddannelse.